# Nobuhiko Okamoto
 (mars 2017).
Si vous disposez d'ouvrages ou d'articles de référence ou si vous connaissez des sites web de qualité traitant du thème abordé ici, merci de compléter l'article en donnant les références utiles à sa vérifiabilité et en les liant à la section « Notes et références ».
Nobuhiko Okamoto (岡本 信彦, Okamoto Nobuhiko), né le 24 octobre 1986 à Tokyo, est un acteur de doublage et un chanteur japonais affilié à l'agence japonaise Pro-Fit. Il a gagné plusieurs prix, notamment le prix du meilleur nouvel acteur aux Seiyu Awards de 2009 et celui du meilleur second rôle à ceux de 2011. Il a notamment doublé Katsuki Bakugō dans l'animé My Hero Academia (ou Boku no Hero Academia), Eiji Niizuma dans l'animé Bakuman et Rin Okumura dans l'anime Blue Exorcist (ou Ao no Exorcist). Ou encore Accelerator dans A Certain Magical Index et Yū Nishinoya dans Haikyū!!. Il a aussi doublé Obi dans l'animé Akagami no Shirayuki-hime, Karma Akabane dans Assassination Classroom, Ryō Kurokiba dans Food Wars!: Shokugeki no Sōma, Liebe dans Black Clover ou plus récemment Isaac Foster dans Satsuriku no Tenshi (Angels of Death), Ghiaccio dans JoJo's Bizarre Adventure et Genya Shinazugawa dans Demon Slayer Kimetsu no Yaiba et plus récemment Garfiel Tinsel dans la seconde saison de Re:zero.

## Ludographie
2006
- Granado Espada : Racel

2009
- Little Anchor : Yoshua Lineberger

2010
- NieR Replicant : Nier
- Chaos Rings : Ayuta
- Death Connection : Leonardo

2011
- Corpse Party: Book of Shadows : Tsukasa Mikuni
- La storia della Arcana Famiglia : Ash
- Meiji Tokyo Renka : Izumi Kyoka
- Sleepy-time Boyfriend : Ryo

2012
- 12 Ji no Kane no Cinderella ~Halloween Wedding~ : Roy Difentarl
- Be My Princess : Prince Wilfred Spencer
- Black Wolves Saga : Pearl
- Brothers Conflict: Passion Pink : Hikaru Asahina
- Jyuzaengi Engetsu Sangokuden : Cho Hi
- Lollipop Chainsaw : Swan et Killabilly
- Mobile Suit Gundam: Extreme Vs. Full Boost : Leos Alloy
- SD Gundam G Generation Overworld : Fon Spaak
- Tokyo Babel : Uliel

2013
- 2/2 Lover: Angels and Demons : Hinata, Setsuna
- Hanasaku Manimani : Fujishige Takara
- Hanayaka Nari, Waga Ichizoku Tasogare Polar Star : Masashi Miyanomori
- Koibana Days : Araragi Tsukasa
- Minus Eight : Maya Kazahara
- School Wars ~Sotsugyou Sensen~ : Naezono Oji
- Seishun Hajimemashita : Rikuno Kanade
- Storm Lovers 2 : Nanao Shiina
- Toki no Kizuna Hanayui Tsuzuri : Hatsushimo Senkimaru

2014
- Devil Survivor 2 Break Record : Daichi Shijima
- Dynamic Chord : Chiya Suzuno
- Gakuen Heaven 2: Double Scramble : Reon Yagami
- Happy+Sugar=Darlin : Tamaki Satomi
- Heart no Kuni no Alice ~Wonderful Twin World~ : Humpty & Dumpty
- Pokémon Rubis Oméga et Saphir Alpha : Brice
- Re-Vice[D] : Yukine
- Root Rexx : Soma Shiraishi
- Sengoku Basara 4 : Shibata Katsuie
- Vinculum Hearts ~Iris Mahou Gakko~ : Iris

2015
- Hyakka Yakou : Toki Kage
- Luminous Arc Infinity : Seed
- Touken Ranbu : Hizamaru
- Yume Oukoku to Nemureru 100 nin no Ouji-sama : Lecien
- Granblue Fantasy : Ceylan

2016
- Digimon World: Next Order : Shoma Tsuzuki
- Ikemen Revolution: Alice and Love Magic : Lancelot Kingsley
- Ikemen Royal Palace: Cinderella in Midnight : Rayvis Harnei
- Fate/Grand Order : Assassin of Shinjuku / Yan Qing
- Bungō to Alchemist : Tanizaki Junichirou

2017
- Granblue Fantasy : Gilbert

2018
- My Hero: One's Justice : Katsuki Bakugo
- The Thousand Musketeers : Hokusai
- Dragalia Lost : Orsem
- Shinen Resist : Rosa
- World End Heroes : Rinri Kitamura
- Food Fantasy : Souffle et Tequila
- Piofiore: Fated Memories : Yang

2019
- Onmyoji : Ootakemaru
- Warriors Orochi 4 Ultimate : Iqbaal Ramadhan
- SD Gundam G Generation Cross Rays : Fon Spaak
- BlackStar - Theatre Starless : Mizuki
- A Certain Magical Index: Imaginary Fest : Accelerator
- Promise of Wizard : Shino

2020
- Yakuza: Like a Dragon : Tianyou Zhao
- Disney: Twisted-Wonderland : Floyd Leech
- Identity V : Naib Subedar
- Helios Rising Heroes : Gray Reverse

2021
- Cookie Run: Kingdom : Mint Choco Cookie
- Tokyo Revengers: Haruchiyo Sanzu

2022
- JoJo's Bizarre Adventure: All Star Battle R : Ghiaccio
- The Diofield Chronicle : Andrias Rhondarson[2]

2023
- Fire Emblem Engage : Alcryst
- Fire Emblem Heroes : Alcryst, Perne
- Da Capo 5 : Haruto Mukoujima[3]
- Fate/Samurai Remnant : Chiemon[4]
- Frieren : Himmel

2024
- Ride Kamens : Jigen Gamo / Kamen Rider Jigen[5]
- One Piece : Bartholomew Kuma